# Andrián Nikoláyev
Andrián Grigórievich Nikoláyev (en ruso, Андриян Григорьевич Николаев; Sorseli, Chuvashia, 5 de septiembre de 1929-Cheboksary, Chuvashia, Rusia, 3 de julio de 2004) fue un cosmonauta de la Unión Soviética.

## Biografía
Estudió brevemente medicina y a continuación se graduó en la Escuela Forestal Marinski Posad en 1947. Tras un breve tiempo en una empresa maderera entró en el ejército soviético en 1950. Se graduó como piloto militar en 1950, trabajando como piloto militar y de pruebas. En 1959 fue propuesto para ser futuro cosmonauta, y en 1960 entró en una selección de doce pilotos.
Fue elegido piloto de reserva de Guerman Titov para la misión Vostok 2, pero no fue que viajó al espacio hasta el 11 de agosto de 1962 en la misión Vostok 3 (con lo que se convirtió en el tercer cosmonauta soviético) y el 1 de junio de 1970 en la misión Soyuz 9, acumulando en total 21 días, 15 horas y 20 minutos en el espacio.
Fue conocido como El Hombre de Hierro en los medios aeronáuticos soviéticos por haber conseguido permanecer cuatro días aislado y en silencio, y su conocimiento del tiempo que permaneció en la cámara de aislamiento fue usado para evaluar las capacidades de los astronautas que debían permanecer largos periodos en el espacio en solitario.
Se casó en noviembre de 1963 con Valentina Tereshkova —la primera mujer en ir al espacio— con la que tuvo una hija, Elena Andrionova. Se divorciaron en 1982, año en que Andrián dejó el cuerpo de cosmonautas soviéticos.
Andrián Nikoláyev recibió las principales condecoraciones de la Unión Soviética, entre ellas la Orden de Lenin, la Orden de la Estrella Roja y el título oficial de Héroe de la Unión Soviética.
El 3 de junio de 2004 falleció de un ataque cardíaco en Cheboksary (Rusia) y fue enterrado en su ciudad natal a pesar de las presiones de su hija para que fuera enterrado en la Ciudad de las Estrellas.

## Eponimia
- El cráter lunar Nikolaev lleva este nombre en su memoria.[3]